# Christian Akpan
Christian Monday Akpan (29 januari 2005) is een Nigeriaans voetballer die sinds 2023 uitkomt voor Jong Genk. Hij speelt op de positie van centrale middenvelder.

## Carrière
Akpan genoot zijn jeugdopleiding bij Académie MimoSifcom, het opleidingscentrum van ASEC Mimosas. Akpan ondertekende in januari 2023 een driejarig contract met optie op twee extra seizoenen bij KRC Genk, dat hem in eerste instantie bij Jong Genk onderbracht. Op 25 februari 2023 maakte hij zijn officiële debuut bij Jong Genk: op de eerste speeldag van de degradatie-playoffs in Eerste klasse B liet trainer Hans Somers hem tegen KMSK Deinze in de blessuretijd invallen. Somers liet hem dat seizoen uiteindelijk vijf keer invallen in de degradatie-playoffs.  In zijn eerste halve seizoen kwam hij ook eenmaal uit in de UEFA Youth League: in de achtste finale tegen Atlético Madrid werd hij tijdens de rust bij een 4-0-achterstand gewisseld door trainer Sébastien Pocognoli.

## Clubstatistieken
| Seizoen         | Club            | Land            | Competitie      | Competitie | Competitie | Beker | Beker | Supercup | Supercup | Europees | Europees | Totaal | Totaal |
| Seizoen         | Club            | Land            | Competitie      | Wed.       | Dlp.       | Wed.  | Dlp.  | Wed.     | Dlp.     | Wed.     | Dlp.     | Wed.   | Dlp.   |
| --------------- | --------------- | --------------- | --------------- | ---------- | ---------- | ----- | ----- | -------- | -------- | -------- | -------- | ------ | ------ |
| 2022/23         | Jong Genk       | Vlag van België | Eerste klasse B | 5          | 0          | —     | —     | —        | —        | —        | —        | 5      | 0      |
| 2023/24         | Jong Genk       | Vlag van België | Eerste klasse B | 4          | 0          | —     | —     | —        | —        | —        | —        | 4      | 0      |
| Carrière totaal | Carrière totaal | Carrière totaal | Carrière totaal | 9          | 0          | 0     | 0     | 0        | 0        | 0        | 0        | 9      | 0      |

Bijgewerkt op 19 oktober 2023.
1 Van Crombrugge ·
2 Pierre ·
3 Mujaid ·
6 Smets ·
7 Bonsu Baah ·
8 Heynen  ·
9 Oh ·
11 Oyen ·
14 Sor ·
15 Claes ·
17 Hrošovský ·
18 Kayembe ·
19 Medina ·
20 Karetsas ·
21 Bangoura ·
22 Manguelle ·
23 Steuckers ·
24 Sattlberger ·
27 Nkuba ·
32 Adedeji-Sternberg ·
34 Palacios ·
39 Penders ·
44 Kongolo ·
51 Brughmans ·
77 El Ouahdi ·
99 Tolu ·
Coach: Fink